# Xã Kingston, Michigan
Xã Kingston (tiếng Anh: Kingston Township) là một xã thuộc quận Tuscola, tiểu bang Michigan, Hoa Kỳ. Năm 2010, dân số của xã này là 1.574 người.